# 타이탄 IIIE
타이탄 IIIE(Titan IIIE) 또는 타이탄 3E는 타이탄 III-센타우르로도 알려져 있으며, 미국의 소모성 우주발사체였다. 1974년부터 1977년 사이에 7번 발사되었으며, 보이저 및 바이킹 행성 탐사선, 서독-미국 공동의 헬리오스 우주선을 포함하여 여러 주요 미국 항공 우주국(NASA) 임무 당시 사용했다. 7번의 발사 모두 플로리다주 케이프커내버럴에 있는 제41우주발사단지에서 이루어졌다.

## 개발
1960년대 초, 미국 항공 우주국의 장기 계획은 재사용 가능 우주발사체 또는 원자력 추진 상단이 개발될 때까지 아틀라스-센타우르를 계속 사용하는 것이었다. 증대하는 베트남 전쟁과 새로운 빈곤과의 전쟁 자금을 지원하기 위해 의회는 민간 우주 프로그램 자금을 대폭 삭감했다. 또한, 재사용 가능 발사체 개발은 연기되었다. NASA는 1970년대에 바이킹과 보이저와 같은 더 무거운 행성 탐사선을 우주로 보내기 위해 아틀라스-센타우르보다 더 강력한 발사체가 필요했다. 그래서 NASA는 1967년에 타이탄 III 로켓에 센타우르 상단을 결합할 수 있는지 검토하기 시작했다.:140 6월 26일 NASA는 마틴 마리에타와 타당성을 연구 계약을 체결했다. 1969년 3월까지 이 조합은 유망해 보였다. NASA는 차량 관리를 NASA 루이스 연구 센터(현재는 루이스 단지의 NASA 존 H. 글렌 연구 센터로 알려져 있음)에 맡겼고, 마틴 마리에타와는 타이탄 IIIE 개발을, 제너럴 다이내믹스와는 센타우르 D-1T를 개조하는 후속 계약을 체결했다.
더 강력한 부스터를 수용하기 위해 센타우르에 몇 가지 수정이 필요했다. 가장 눈에 띄는 변화는 상승 중에 단계와 탑재체를 보호하기 위해 큰 덮개로 센타우르를 둘러싼 것이었다. 덮개를 통해 센타우르의 단열을 개선하고 그 결과 아틀라스-센타우르에 실려 발사될 때의 30분에서 타이탄 IIIE에서는 5시간 이상으로 궤도 내 체공 시간을 늘릴 수 있었다. 센타우르는 타이탄의 코어 단계보다 넓었기 때문에 점점 가늘어지는 연결 부분이 필요했다. 이 연결 부분에는 타이탄의 상온 접촉점화성 추진제가 센타우르의 극저온 연료의 증발을 일으키는 것을 방지하기 위한 단열재가 필요했다. 센타우르 단계에는 전체 발사체의 유도 시스템도 포함되어 있었다.
스타-37E를 추가 상단으로 사용하는 4단 구성이 가능했다. 이 구성은 두 차례의 헬리오스 발사에 사용되었다. Star-37E 단계는 두 차례의 보이저 발사에도 사용되었지만, 이 단계는 로켓의 일부가 아닌 탑재체의 일부로 간주되었다.

## 발사 기록
| 날짜/시간 (GMT)           | 일련 번호 | 일련 번호 | 탑재체     | 결과 | 비고 |
| 날짜/시간 (GMT)           | 타이탄    | 센타우르  | 탑재체     | 결과 | 비고 |
| ------------------------- | --------- | --------- | ---------- | ---- | --- |
| 1974년 2월 11일 13:48:02  | 23E-1     | TC-1      | 스핑크스   | 실패 | 센타우르 액체 산소 터보펌프 오작동. T+742초에 RSO(사거리 안전 책임자) 자폭 명령. |
| 1974년 12월 10일 07:11:02 | 23E-2     | TC-2      | 헬리오스-A | 성공 | 수성보다 태양에 더 가깝게 궤도를 돈 최초의 우주 탐사선. |
| 1975년 8월 20일 21:22:00  | 23E-4     | TC-4      | 바이킹 1호 | 성공 | 화성으로 바이킹 1호 궤도선과 착륙선을 운반. |
| 1975년 9월 9일 18:39:00   | 23E-3     | TC-3      | 바이킹 2호 | 성공 | 화성으로 바이킹 2호 궤도선과 착륙선을 운반. |
| 1976년 1월 15일 05:34:00  | 23E-5     | TC-5      | 헬리오스-B | 성공 | 한때 태양 상대 우주 탐사선의 최고 속도 기록 보유. 현재는 파커 태양 탐사선이 보유. |
| 1977년 8월 20일 14:29:44  | 23E-7     | TC-7      | 보이저 2호 | 성공 | Star 37E 상단을 통해 추가로 가속했다. 목성, 토성, 천왕성, 해왕성을 근접 통과하여 마리너 목성-토성 프로그램을 완료. 2018년 11월 태양계를 떠남.                                                                                          |
| 1977년 9월 5일 12:56:01   | 23E-6     | TC-6      | 보이저 1호 | 성공 | 타이탄 오작동으로 제2단 엔진 조기 정지 발생했으나, 센타우르 연장 연소로 성공적 부족한 부분을 보상했다. Star 37E 상단을 통해 추가 가속했다. 목성과 토성을 근접 통과. 2012년 태양계의 태양권을 벗어남. 지구에서 가장 멀리 떨어진 인공물. |

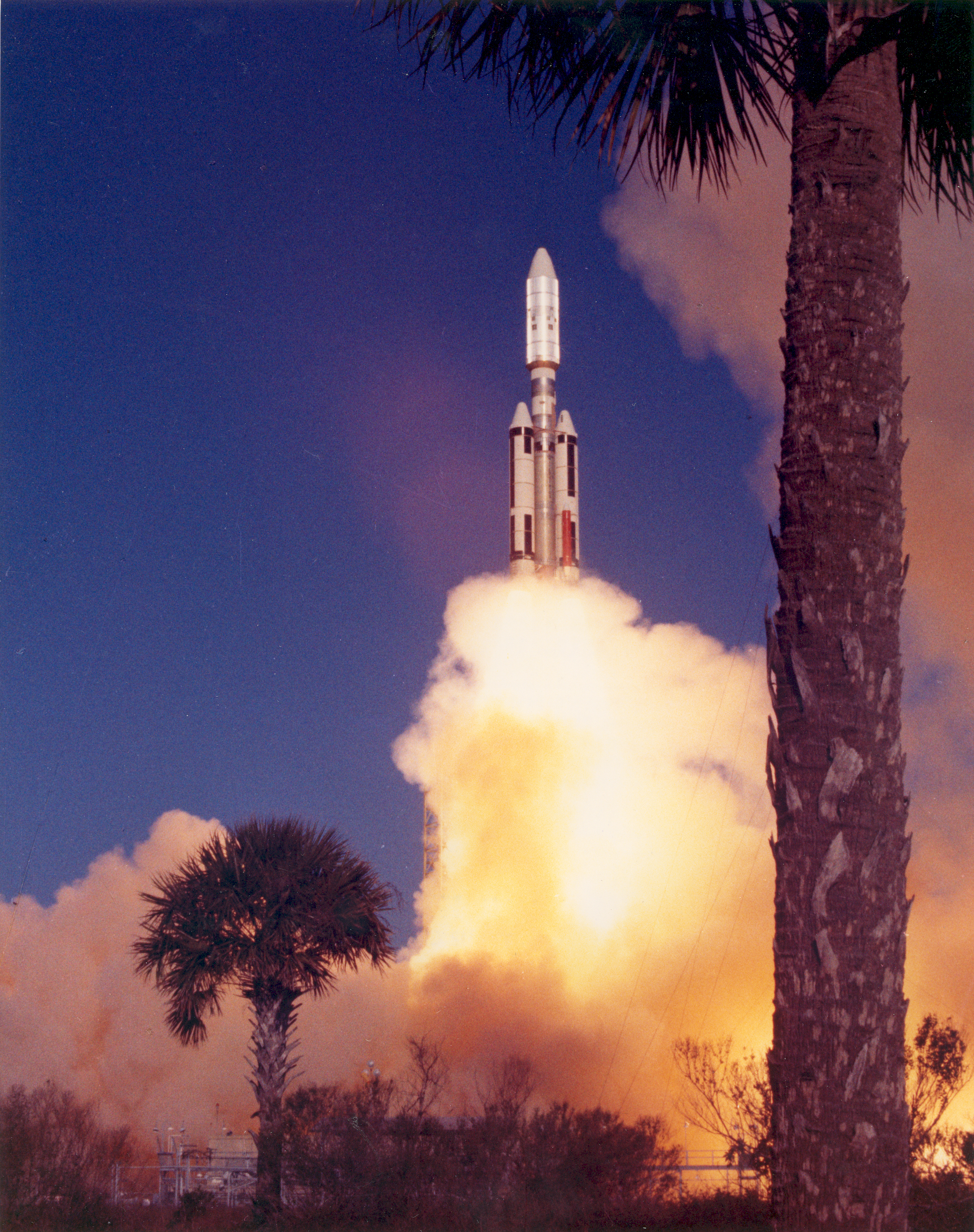
스핑크스를 실은 타이탄 23E-1
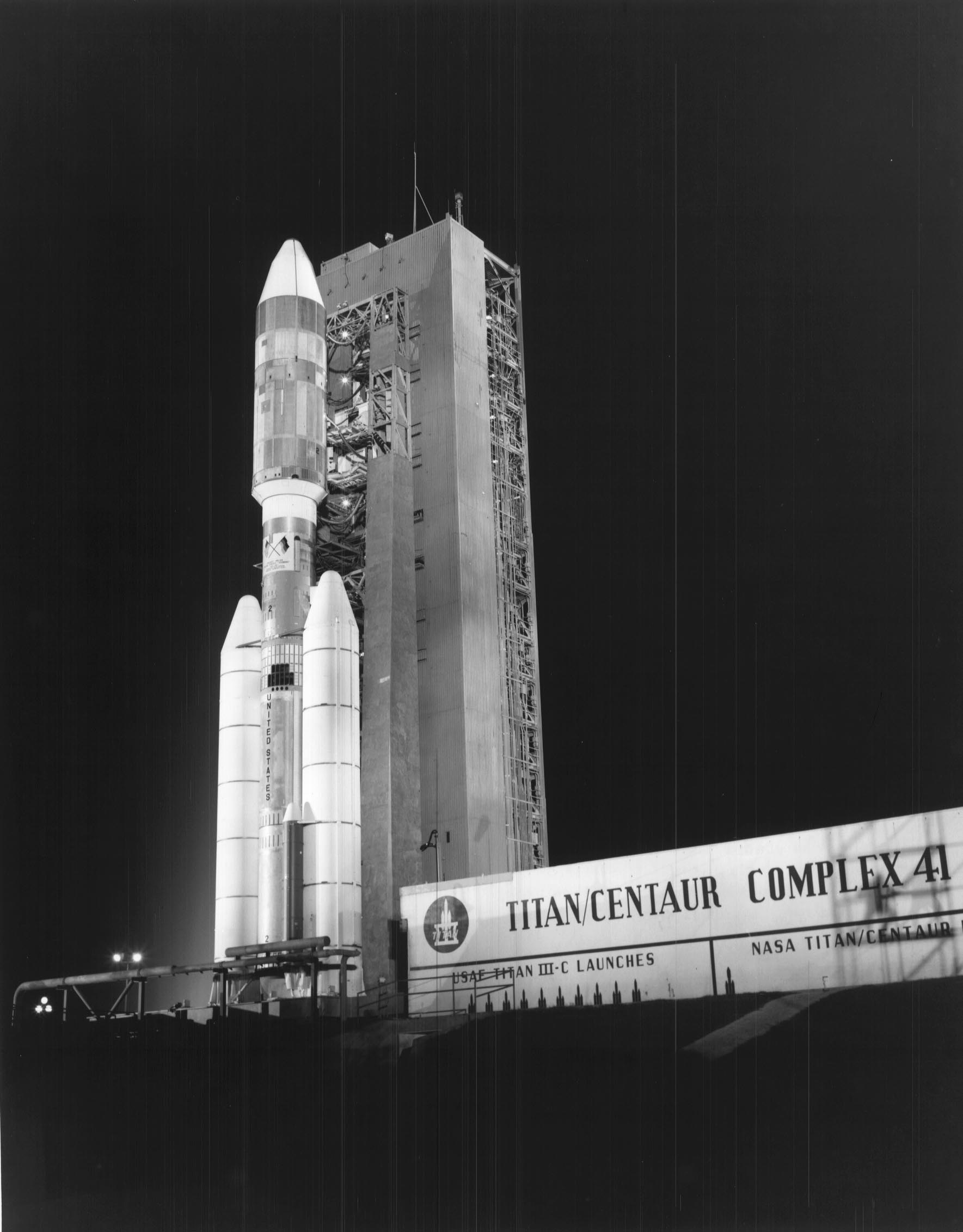
헬리오스-A를 실은 타이탄 23E-2
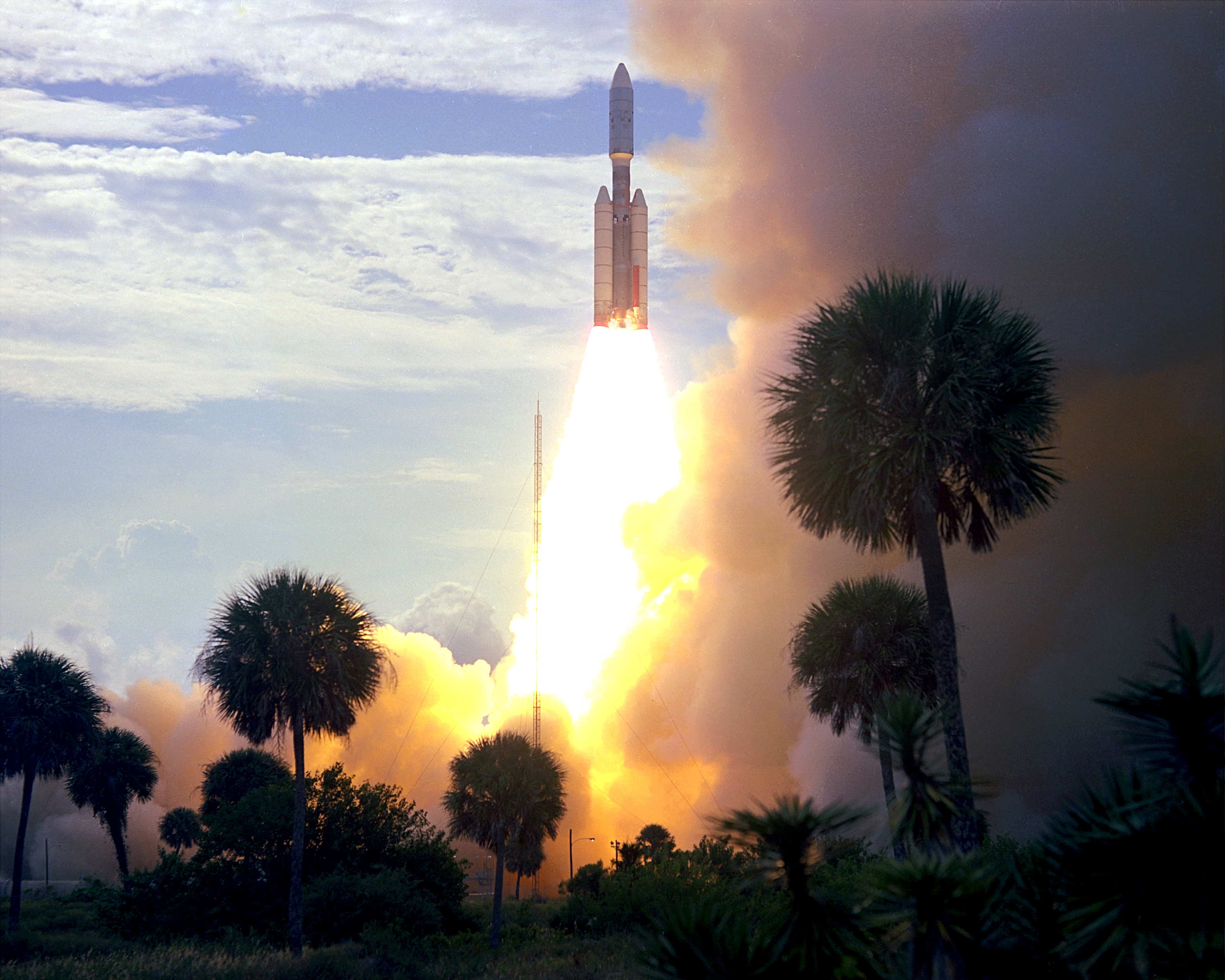
바이킹 1호를 실은 타이탄 23E-4
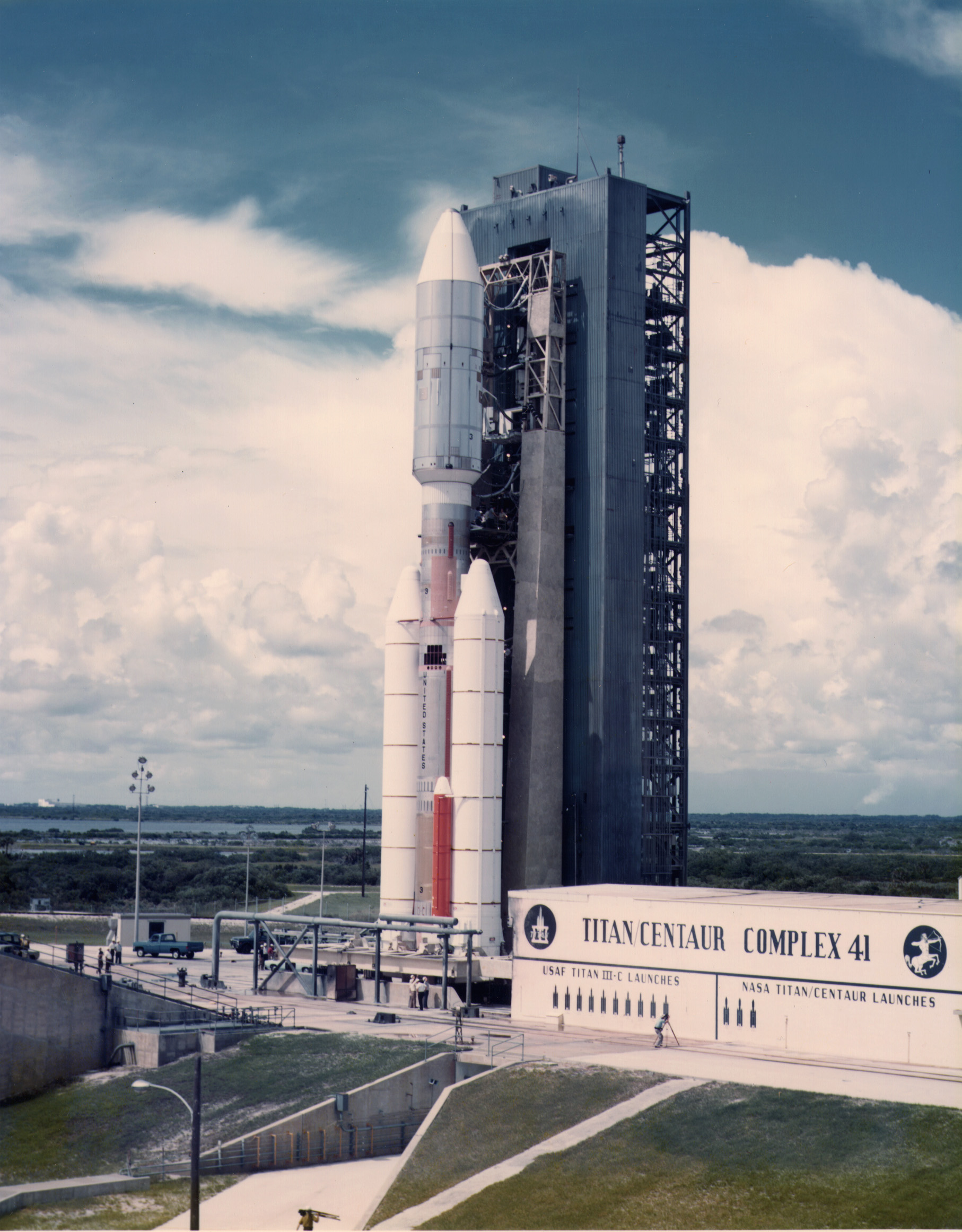
바이킹 2호를 실은 타이탄 IIIE 센타우르, 발사 단지 41에서
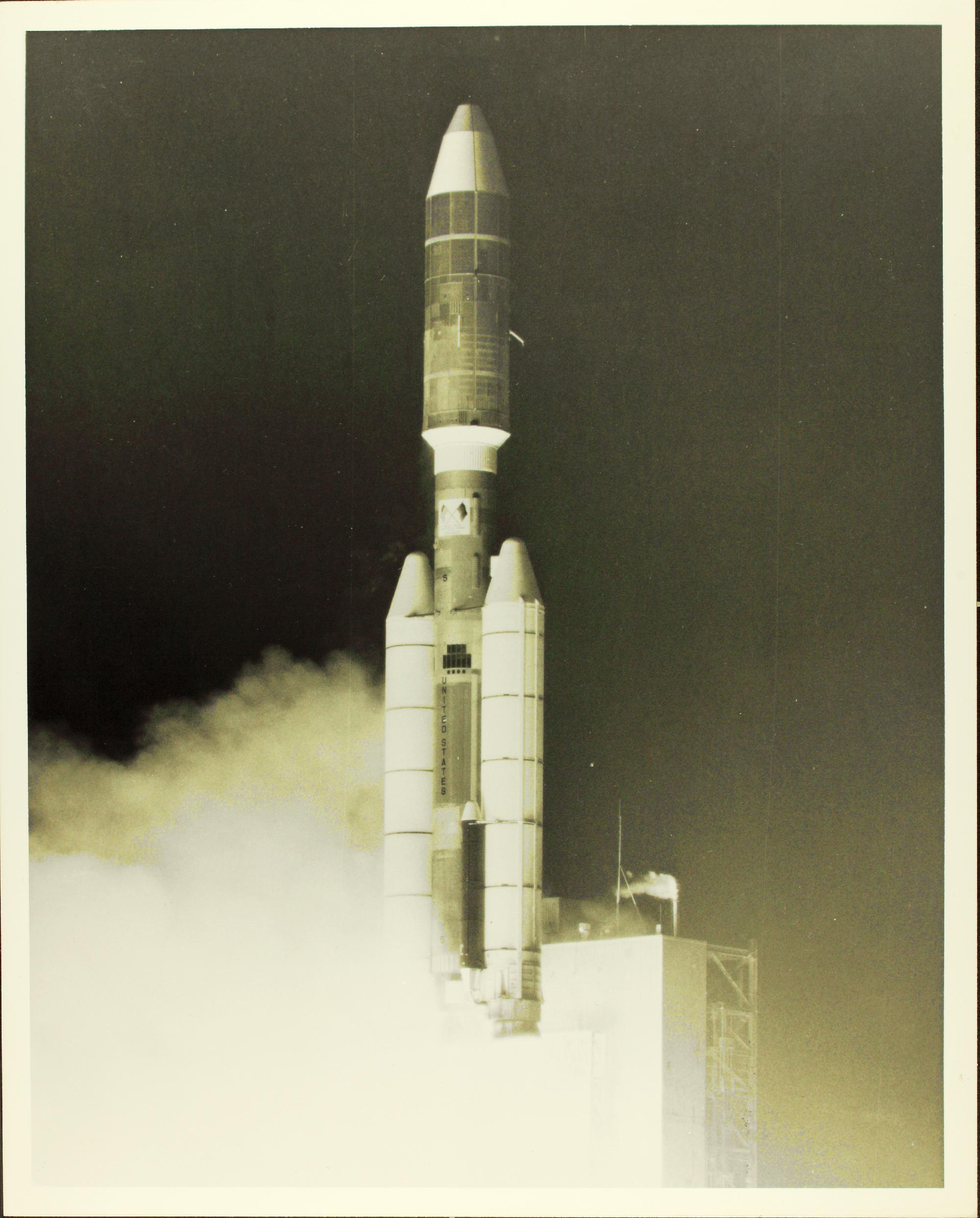
헬리오스-B를 실은 타이탄 23E-5 발사
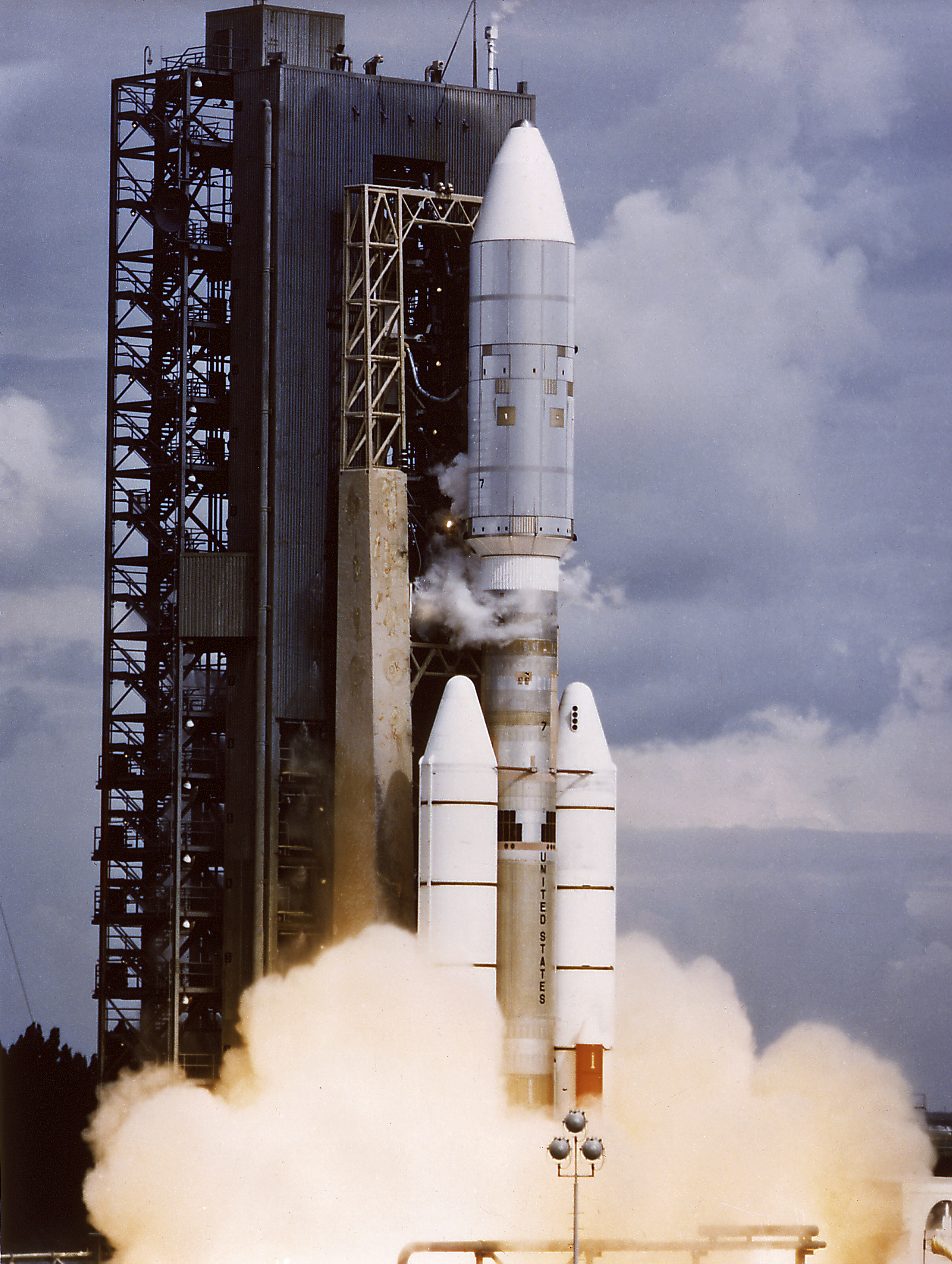
보이저 2호를 실은 타이탄 3E 센타우르 발사
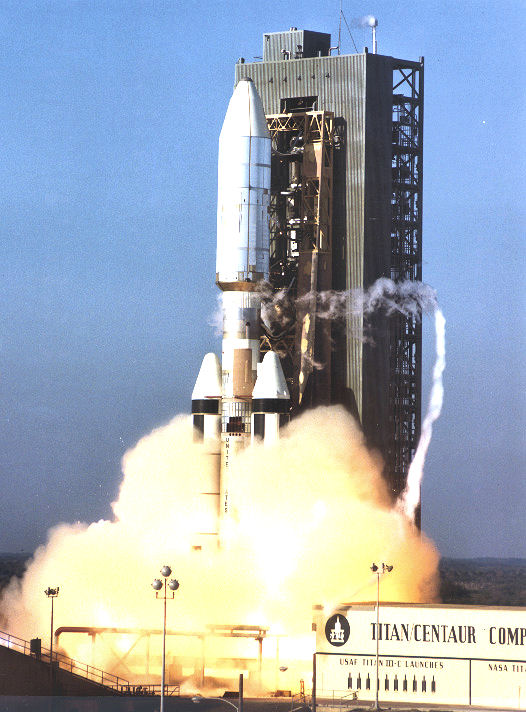
1977년의 타이탄 IIIE 센타우르, 보이저 1호 탑재

## 설계

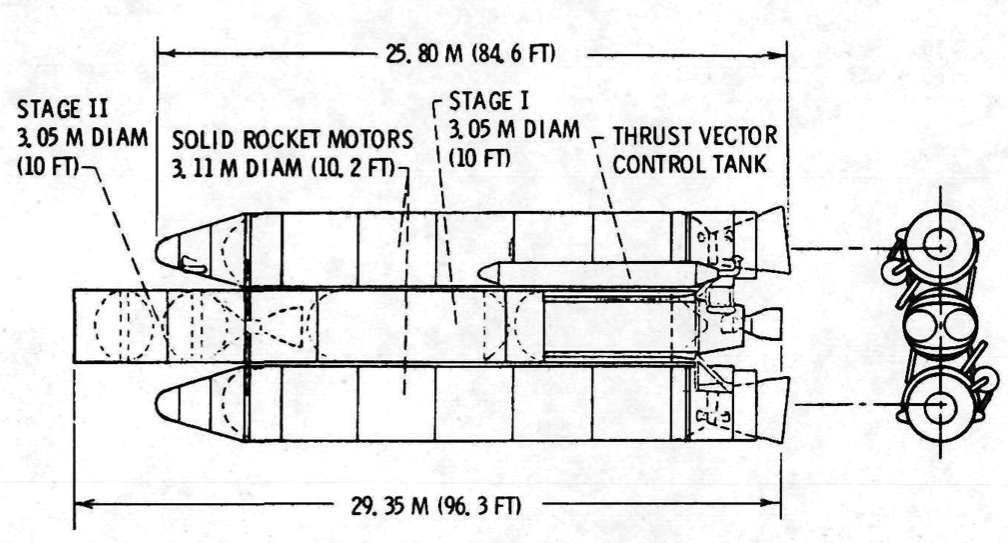
고체 로켓 모터 2개(영단) 및 타이탄 III 코어 차량(제1단 및 제2단)이 포함된 타이탄 IIIE 개략도